# Tamara Bos
Tamara Bos (Ede, 13 augustus 1967) is een Nederlandse scenario- en kinderboekenschrijfster.

## Biografie
Bos is bekend van haar scripts voor jeugdprogramma's en -films, waaronder Dag Juf, tot morgen, Mijn Franse tante Gazeuse, Otje en Minoes.
Bij uitgeverij Leopold zijn enkele boeken van Tamara Bos verschenen: Winky en het paard van Sinterklaas, Kowboy Kuuk en De neef van tante Eef. Uitgeverij Klaproos gaf twee prentenboeken van haar uit en het boek Rosa Pardon en haar speurvarken (febr. 2003: Pluim van de maand).
Tamara is de dochter van filmmaker Burny Bos, met wie ze regelmatig heeft samengewerkt.

## Filmografie

### Televisie
- Dag Juf, tot morgen (1994), bekroond met de Lira Scenarioprijs 1999
- Mijn Franse tante Gazeuse (1996)
- Otje (1998)
- Knofje (in samenwerking met Burny Bos en Rita Horst) (2001)
- Annie M.G. (2009) in samenwerking met Mieke de Jong, bekroond met de Lira Scenarioprijs 2011
- Zusjes (2013)
- Vrolijke Kerst (2014) in samenwerking met Alexandra Penrhyn Lowe en Anne Barnhoorn
- Papadag (2017) in samenwerking met Lotte Tabbers en Anne Barnhoorn

### Films
- Minoes (2001)
- Verborgen gebreken (2004)
- Pluk van de Petteflet (2004)
- Het paard van Sinterklaas (2005)
- Diep (2005)
- Waar is het paard van Sinterklaas? (2007)
- Hoe overleef ik mezelf? (2008)
- Dolfje Weerwolfje (2011)
- Brammetje Baas (2012)
- Wiplala (2014)
- Meester Kikker (2016)
- Kapsalon Romy (2019)
- Rocco & Sjuul (2023)